# Shannon Minter
Shannon Price Minter (né le 14 février 1961) est un avocat américain dans le droit civique, et directeur juridique du National Center for Lesbian Rights à San Francisco,,.

## Jeunesse et éducation
Minter a été diplômé de la Cornell Law School en 1993, et il a été conseiller juridique principal dans des dizaines de victoires révolutionnaires juridiques pour la communauté LGBT.
Minter est un homme trans qui a grandi dans le Texas de l'Est et qui a commencé sa transition à l'âge de 35 ans, ; il n'a pas changé son prénom au cours de la transition.

## Carrière
Minter avait initialement gagné l'attention nationale des États-Unis, en 2001, en représentant la conjointe de Diane Whipple (en), tuée pour avoir malmené un chien ; une décision historique avait été prise en Californie, étendue à la responsabilité civile des partenaires de mêmes sexes ; auparavant, ce droit était limité uniquement aux couples mariés. Marjorie Knoller a été condamnée à 15 ans de réclusion pour la mort de Diane de Whipple,. La conjointe de Whipple, Sharon Smith, a reçu 1 500 000 $ de dommages et intérêts, dont elle a fait don au Saint Mary's College de Californie pour financer l'équipe des femmes.
En 2003, Minter a gagné, à nouveau, l'attention nationale lorsque CourtTV a diffusé l'ensemble de l'affaire de Kantaras, où Minter représentait Michael Kantaras, un homme transgenre qui essayait de conserver la garde de ses enfants. Bien que le procès avait été gagné en 2002, il a été relancé en appel en 2004 par la Cour suprême de Floride, invoquant que le mariage était nul parce que son ex-mari était encore une femme à l'époque, et les mariages homosexuels étaient illégaux en Floride. Le couple a réglé l'affaire par une garde alternée en 2005.
En 2009, Minter a été le principal avocat plaidant devant la Cour Suprême de Californie pour invalider la Proposition 8,. Il s'est opposé dans la salle d'audience à Ken Starr,.
Minter a enseigné le droit à l'université de Stanford, à l'université de Golden Gate et à l'université de Santa Clara.

### Prix
Minter a reçu la distinction « Leadership for a Changing World » de la Fondation Ford, en octobre 2005.

## Vie personnelle
Minter s'est marié en 2001 et a eu une fille. Il a dit à l'époque qu'il était peiné « de l'injustice » que connaissaient les couples gays et lesbiens qui ne pouvaient pas se marier légalement en Californie, alors que les personnes trans le pouvaient.